# La Vie secrète de Jeffrey Dahmer
Pour plus de détails, voir Fiche technique et Distribution.
La Vie Secrète de Jeffrey Dahmer est un film américain de David R. Bowen sorti en 1993. C’est un film biographique-dramatique dont l’histoire est basée sur la vie de Jeffrey Dahmer, un tueur en série américain nécrophile et cannibale.

## Fiche technique
- Titre original : Jeffrey Dahmer: The Secret Life
- Titre français : La Vie Secrète de Jeffrey Dahmer
- Réalisation : David R. Bowen
- Scénario : Carl Crew
- Directeur de production : Vester Mapp
- Direction artistique : Ronald Vidor
- Casting : Josephine O'Keefe
- Montage : Steven Nielson
- Musique originale : David R. Bowen
- Société de production : Monolith Films
- Sociétés de distribution : Magnum Video, Dead Alive Productions, Intervision Picture
- Pays d’origine :  États-Unis
- Langue : anglais
- Format : Couleurs - 1.33 - 4/3
- Genre : drame, biographie
- Durée : 99 minutes

Interdit aux moins de 18 ans en Allemagne et au Royaume-Uni.

## Distribution
- Carl Crew (V.F. : Antoine Tomé): Jeffrey Dahmer
- Christopher "CJ" Smith : Jeffrey Dahmer jeune
- Donna Stewart Bowen : mère de Jeffrey
- Jeanne Bascom : grand-mère de Jeffrey
- Cassidy Phillips : Steven
- Rowdy Jackson : Richard
- Alex Scott : Ronald

## Autour du film
Le tournage s'est déroulé à Burbank (Californie, États-Unis).